# Single Top 100
Single Top 100 er en hollandsk hitliste, der er baseret på officielle fysiske singlesalg, lovlige downloads og siden juli 2013 streaming og sammensat af MegaCharts. Det er en af de tre officielle hitlister, de to andre er den Hollandske Top 40 og Mega Top 50. Forskellen er, at disse hitlister også omfatter airplay-data.
Listen er især beregnet for musikbranchen og dem, der har en interesse i hitlister. I hollandske TV-programmer bliver Single Top 100 ofte citeret, selv om det ikke har været udsendt siden december 2006.

## Historie
Forløberen for Single Top 100 begyndte den 23. maj 1969, som Hilversum 3 Top 30. Oprindeligt blev det sendt af VPRO - og lige siden december 1970 af NR. Den blev præsenteret af Willem van Kooten. I 1971 var Felix Meurders vært for radioprogrammet. Han omdøbte det til Daverende Dertig. I juni 1974 blev Nationale Hitparade blev den officielle hitliste for Hilversum 3. Det var en top 30, indtil antallet af singler på listen blev udvidet til 50 i juni 1978. TROS overtog programmet i 1985. AVRO's populære hitlistemusik tv-program, TopPop, anvendte hitlisten fra 1974 til 1978, og fra 1981 til 1986. Den Nationale Hitparade blev en top 100 i 1987. I februar 1993 blev det fulgt op af Mega Top 50, og i 1997 af Mega Top 100. Mega Top 50 bør ikke blive forvekslet med den nuværende 3FM Mega Top 50, som er en andet hitliste, der ikke er udelukkende baseret på pladesalg[kilde mangler].

## Årslister
Årslister på Single Top 100 og dens forgængere blev indsamlet fra 1970 til 1978 ved at tilføje point. Fra 1978 og fremefter er det baseret på pladsalg.